# Battle Dudes
Battle Dudes是一款線上2D槍戰遊戲。此遊戲由Sarunas及其他人員共同開發，並於2020年10月20日發行。

## 外部連結
- https://battledudes.io/ （页面存档备份，存于）